# Jōji Tsubota
Jōji Tsubota (坪田 譲治); 3 mars 1890 dans la préfecture d'Okayama - 7 juillet 1982, est un auteur japonais de livres pour la jeunesse.

## Biographie
Après avoir étudié la littérature anglaise, il est élève de l'auteur de livres pour enfants Ogawa Mimei. Il commence à écrire des livres pour enfants dès la vingtaine. Cependant, il ne connaît le succès qu'en 1936 avec Obake no sekai (« Le monde des fantômes »).
Il est lauréat du prix Asahi en 1973.

## Ouvrages
- Kateiyō jidogeki (1922) – (« Drames d'enfants à la maison »)
- Mahō (1935) – (« Magie »)
- Obake no sekai (1935) – (« Le monde des fantômes »)
- Kaki to jinshichi (1964) – (« Jinshichi l'ancien »)
- Kaze no naka no kodomo (1936) - (« Enfants dans le vent »)
- Momotarō

## Source de la traduction
- (de) Cet article est partiellement ou en totalité issu de l’article de Wikipédia en allemand intitulé « Tsubota Jōji » (voir la liste des auteurs).